# 밀양시립박물관
밀양시립박물관은 경상남도 밀양시 교동 소재의 박물관이다.

## 연혁
- 1974/04/15 밀양군립박물관 개관
- 1989/01/01 밀양시립박물관으로 개칭
- 1993/11/20 고고전문박물관으로 지정 등록
- 2000/12/07 밀양시립박물관 이전증축 기본계획 수립
- 2002/12/13 신축박물관 설계 현상공모작 확정
- 2004/06/08 신축박물관 실시 설계 완료
- 2007/05/08 시립박물관 건축공사 완공
- 2008/05/30 시립박물관 전시공사 완공
- 2008/05/31 시립박물관 화석전시품 구입설치 완료
- 2008/06/20 밀양시립박물관 이전 개관

## 관람 안내
- 관람시간: 09:00 ~ 18:00 (입장시간 09:00 ~ 17:00)
- 휴관일: 1월 1일, 설날, 추석, 매주 월요일